# Minneapolis Marines
Die Minneapolis Marines waren ein professionelles American-Football-Team in den Vereinigten Staaten. Das Team spielte zwischen 1921 und 1930 in der National Football League (bzw. der Vorgängerliga American Professional Football Association), davon in den Jahren 1929 und 1930 unter dem Namen Minneapolis Red Jackets.

## Geschichte

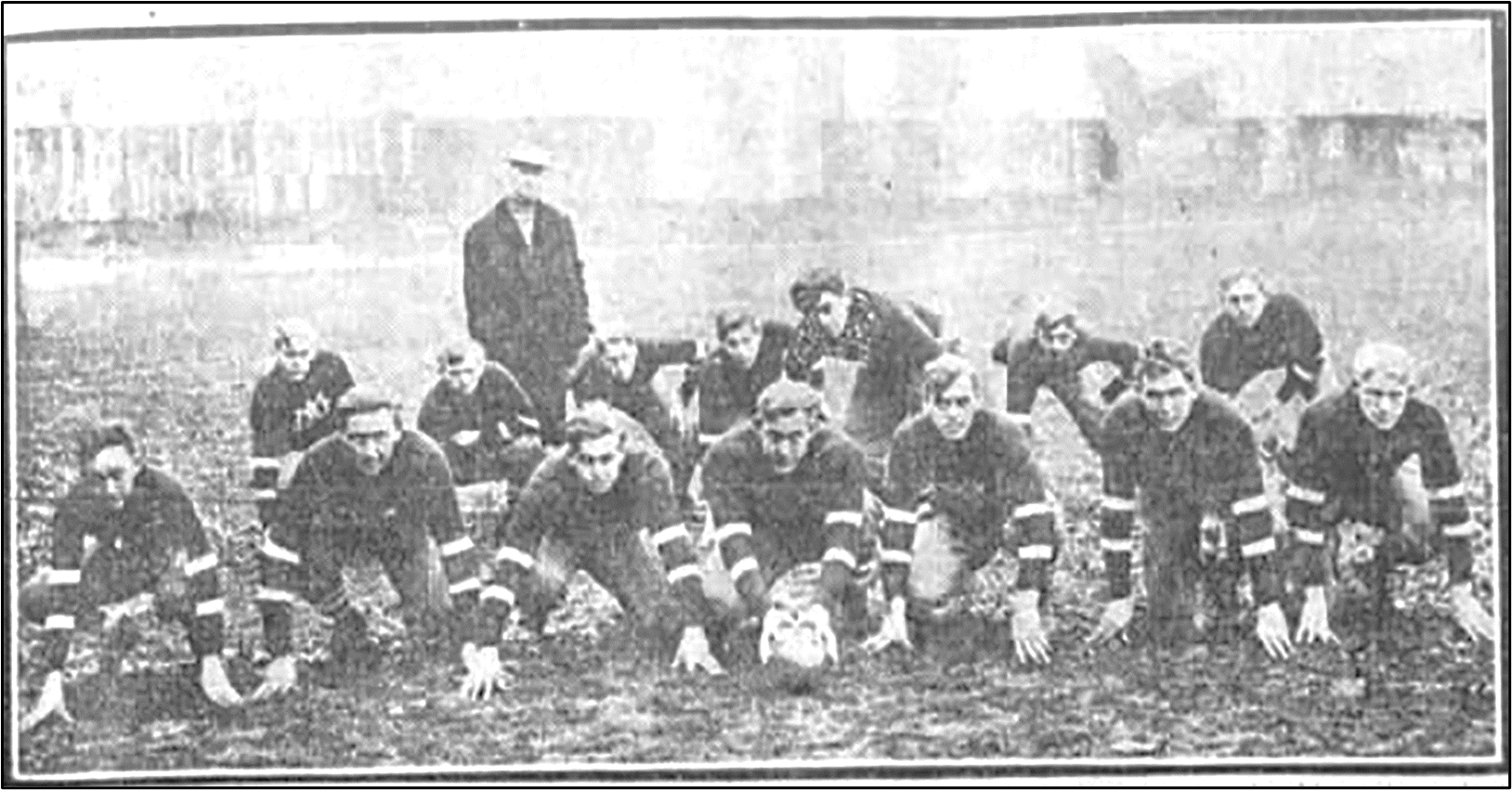
Die Minneapolis Marines 1911

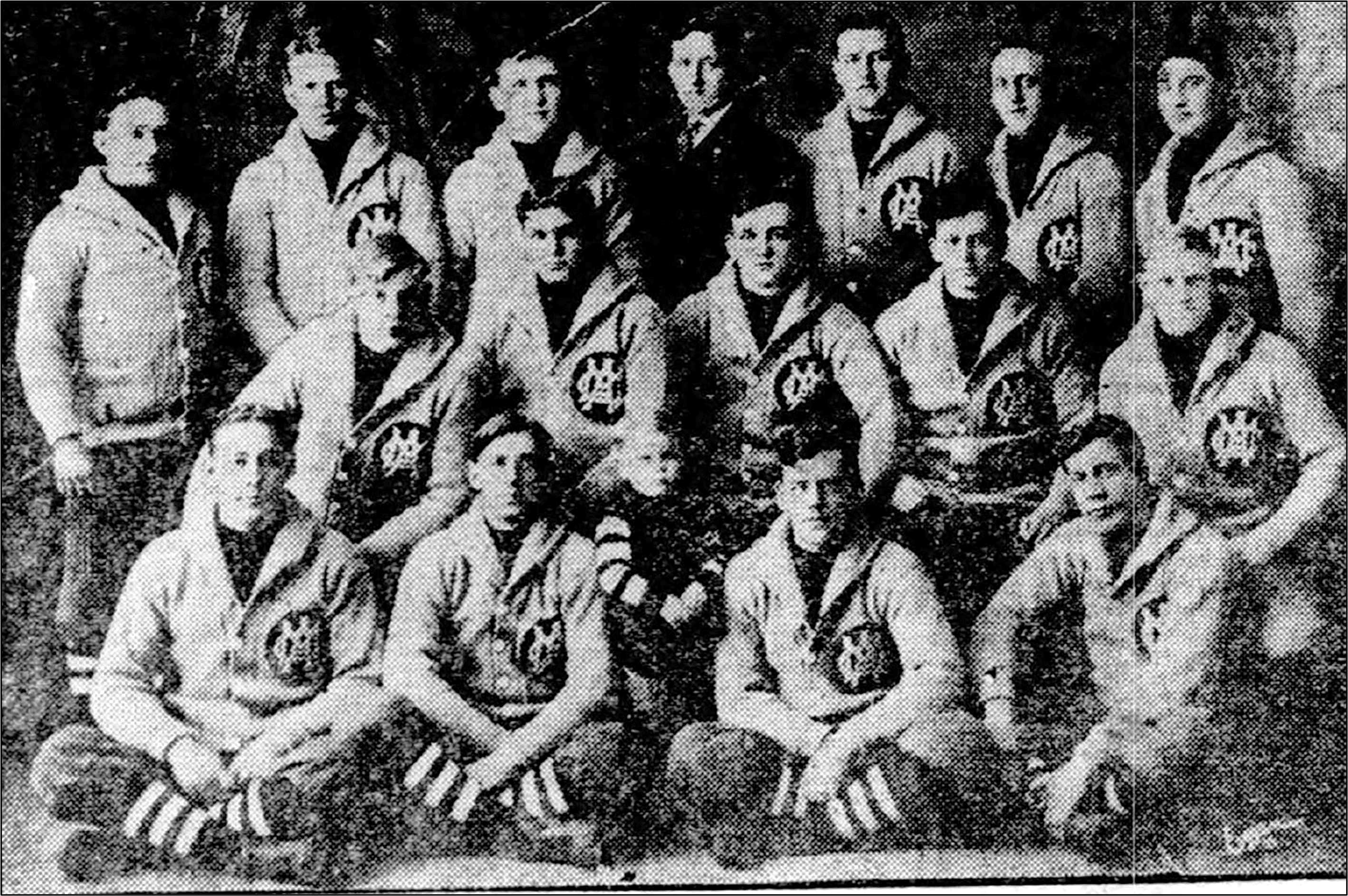
Die Minneapolis Marines 1917

### 1905–1921
Die Geschichte des Teams geht zurück bis 1905. Zu dieser Zeit gründeten Jugendliche aus den Arbeiterviertel im Südosten von Minneapolis eine Mannschaft und spielten gegen andere örtliche Teams Football und Baseball. Die Mannschaften waren nach Gewichtsklassen unterteilt. So wurde zunächst in der 115-Pound-Klasse (52 kg) gespielt. 1908 beanspruchte das Team den Stadtmeister-Titel in der 130-Pound-Klasse (59 kg) für sich und spielte 1909 in der 140-Pound-Klasse (63,5 kg). Gespielt wurde auf den Sandplätzen von Minneapolis und im Minnehaha Park.
Zu dieser Zeit fanden sich die Leistungsträger des Teams zusammen, die bis zum Beginn der 1920er Jahre für die Erfolge verantwortlich waren. Dies waren Dutch Gaustad, Walt Buland, Sheepy Redeen, Reuben Ursella, Charles Jonasen und Mike Palmer. Keiner der Spieler hatte eine Highschool- oder College-Football-Karriere. Erst ab 1912 stießen Spieler mit entsprechender Erfahrung zur Mannschaft.
1910 wurde Frank J. Hammer, ein Zeitungshändler, als Teammanager verpflichtet. Dieser begann mit einer Professionalisierung des Spielbetriebes. Er schrieb Preisgelder für Spiele aus und verbesserte die finanzielle Ausstattung des Teams durch Spendenaktionen. Größter Rivale zu dieser Zeit war das Team der Minneapolis Beavers, mit der regelmäßig um die Stadtmeisterschaft gekämpft wurde. Gespielt wurde auf den Plätzen des Lexington Park und des Nicollet Park.
Von 1912 bis 1914 pachteten die Minneapolis Marines das Spielfeld der North Minneapolis Athletic Association. Nachdem das Team 1912 zum zweiten Mal in Folge die Meisterschaft gegen die Beavers verloren hatte, begann das Team erfahrene College-Spieler zu rekrutieren. Mit Bobby Marshall und Fred Chicken stießen damit weitere gute Spieler zum Team. Als Trainer konnte Ossie Solem gebunden werden.
Damit konnte das Team von 1913 bis 1917 jedes Jahr die Staatsmeisterschaft gewinnen und hatte damit das Recht gegen das All-Star-Team der University of Minnesota zu spielen. Die Spiele gegen das College-Team wurden jedoch stets verloren. 1917 und 1918 gab es wegen des Ersten Weltkrieges keine College-Mannschaft. In den Jahren 1919 bis 1923 spielte die Marines als bestes Team aus Minnesota wieder gegen diese Mannschaft. Das Spiel im Jahr 1919 wurde verloren, 1920 trennten sich die Teams unentschieden und 1921 bis 1923 gewannen die Marines.
1915 übernahmen Johnny Dunn (1888–1961) und Val Ness (1892–1959) die Leitung des Teams. Die Heimspiele wurden ab jetzt bis 1930 im Nicollet Park ausgetragen. Die Dominanz der Marines führte dazu, dass auch etliche Spieler der Beavers fortan für die Marines aufliefen. Andererseits spielten jetzt die Marines auch vermehrt gegen Mannschaften aus anderen Bundesstaaten. Schnell wurde das Team als Northwest Champion und „Pride of the Northwest“ vermarktet. 1915 gewann das Team sechs von sieben Spiele. 1916 wurden von den neun Spielen acht gewonnen. Bis auf ein Spiel wurden alle daheim ausgetragen. 1917 wurden alle sieben angesetzten Spiele gewonnen. Die Pandemie der Spanischen Grippe verhinderte 1918 einen Spielbetrieb.
Etliche leistungsstarke Spieler (u. a.  Reuben Ursella, Walt Buland, Fred Chicken, Dewey Lyle und Bobby Marshall), die bereits ab 1917 unter anderem für Rock Island Independents und Davenport Athletics auf Basis von Einzelspielverträgen aktiv waren, wechselten 1919 zu den Independents. Diese Abgänge konnten aber durch neue Spieler ausgeglichen werden. 1919 wurden acht Spiele ausgetragen, davon vier Heimspiele. Am Ende der Saison hatte das Team fünf Siege, zwei Niederlagen und ein Unentschieden. Im folgenden Jahr wurden neun Spiele durchgeführt, davon fünf im Nicollet Park. Die Saison wurde mit fünf Siegen, zwei Niederlagen und zwei Unentschieden beendet.

### 1921–1928: In der NFL
Auf Grund der sportlichen Erfolge planten Dunn und Ness für 1921 einer zu gründenden Profi-Liga mit Sitz in Nebraska beizutreten. Diese Liga kam jedoch nicht zur Umsetzung. Deshalb bewarben sich die beiden um eine Franchise für die APFA. In der Saison 1921 spielte das Team vier Spiele gegen andere APFA-Mannschaften. Davon konnten sie nur eines gewinnen. Gegen unabhängige Mannschaften und das College-All-Star-Team wurde weitere vier Spiele durchgeführt. Davon konnten zwei gewonnen werden. In der Saison 1922 wurden von den geplanten sechs Spiele nur vier ausgetragen. Davon konnte nur das Spiel gegen die Oorang Indians gewonnen werden. Die vier Spiele gegen ligafremde Teams wurden siegreich beendet. 1922 wurde Johnny Dunn zum Vizepräsidenten der National Football League gewählt. Diese Position hatte er bis 1928 inne.
1923 wurden neun Liga-Spiele ausgetragen. Davon konnten das Team zwei gewinnen, zwei unentschieden spielen, fünf wurden verloren. Daneben gewann man noch ein Spiel gegen ein örtliches Team und das Spiel gegen das All-Star-Team. Im folgenden Jahr 1924 gingen alle sechs Spiele gegen Liga-Mannschaften verloren. Von den übrigen drei Spielen konnten zwei gewonnen werden.
Auf Grund der langjährigen Erfolglosigkeit der Marines und der Eröffnung des reichlich 52.000 Zuschauer fassenden Memorial Stadium der University of Minnesota 1924 wanderten viele Zuschauer wieder zur College-Mannschaft der Minnesota Golden Gophers ab. Zunächst versuchte Dunn mit der Mannschaft nach Rochester (Minnesota) umzuziehen, dies scheiterte jedoch. Für 1926 war der Neustart unter dem Namen Twin City Lumberjacks gemeinsam mit dem Trainer Joe Brandy und dem Box-Promoter Jack Reddy geplant, es gelang jedoch nicht genug finanzielle Mittel für das NFL-Franchise aufzutreiben.
1927 spielte die Mannschaft zwei Freundschaftsspiele. Am 25. September verlor man gegen die New York Yankees um Red Grange und am 6. November gewann man gegen ein Duluth All-Star-Team. 1928 verlor das Team Freundschaftsspiele gegen die Chicago Bears und die Green Bay Packers.

### 1929–1930: Minneapolis Red Jackets
Im Mai 1928 verkündete Herb Joesting, dass er eine neue Mannschaft aufstellen will, bei der er als Kapitän, Manager und Headcoach involviert sei. Er gab bekannt, dass ausschließlich College-Spieler im Team vertreten seien, um die Wettbewerbsfähigkeit in der NFL sicherzustellen. Dunn und Ness zahlten das NFL-Franchise für 1929 unter dem Namen Minneapolis Red Jackets. Als weitere Spieler konnten unter anderen Hal Erickson (später bei den Milwaukee Badgers und den Chicago Cardinals) und Reuben Ursella gewonnen werden. Die Verpflichtung des Stars der Minnesota Golden Gophers, Bronko Nagurski, scheiterte. Dieser ging zu den Chicago Bears. Dem Team gelang in der Saison bei zehn Spielen nur ein Sieg gegen die Chicago Cardinals.
Für die Saison 1930 wurden erstmals Saisonkarten verkauft. Insbesondere das Spiel gegen die Chicago Bears mit dem Lokalhelden Bronko Nagurski führte zu einem hohen Zuschauerinteresse. Nach den ersten vier Saisonspielen (alles Heimspiele) hatte das Team eins gegen die Portsmouth Spartans gewonnen, zwei verloren und eines Unentschieden gespielt. Nachdem am 2. November 1930 das Team gegen die Chicago Bears erneut verlor und noch weitere sechs Auswärtsspiele ausstanden, kam Dunn mit den Eigentümern der Frankford Yellow Jackets überein, die meisten der Spieler an diese zu verkaufen. Drei Spieler wurden an die Green Bay Packers verkauft. Auch das NFL-Franchise wurde an die Mannschaft aus Frankford verkauft. Das gemeinsame Team aus zwanzig Spieler (jeweils zehn von den Red Jackets und den Yellow Jackets) spielte den Rest der Saison entweder als Team der Frankford Yellow Jackets oder der Minnesota Red Jackets. Von den sechs geplanten Spielen wurde nur noch drei absolviert. Diese wurden alle verloren. Somit beendete das Team die Saison mit einem Sieg, sieben Niederlagen und einem Unentschieden.

## Uniform
In den Jahren 1921, 1924, 1929 und 1930 spielten die Minneapolis Marines bzw. Minneapolis Red Jackets in roten Jerseys mit weiß-gestreiften Ärmel. 1922 war das Jersey weiß mit roten Ziffern. 1923 spielte das Team in blauen Jerseys mit rot-gestreiften Ärmel.

## Statistik
| Saison                  | Liga                | Siege               | Niederlagen         | Unentschieden       | Punkte erzielt      | Punkte zugelassen   | Platzierung         | Head Coach          |
| Minneapolis Marines     | Minneapolis Marines | Minneapolis Marines | Minneapolis Marines | Minneapolis Marines | Minneapolis Marines | Minneapolis Marines | Minneapolis Marines | Minneapolis Marines |
| ----------------------- | ------------------- | ------------------- | ------------------- | ------------------- | ------------------- | ------------------- | ------------------- | ------------------- |
| 1905                    | 115-pound-class     | 3                   | 0                   | 0                   | 42                  | 0                   |                     |                     |
| 1906                    | 115-pound-class     |                     |                     |                     |                     |                     |                     | Dutch Gaustad       |
| 1907                    |                     | 4                   | 1                   | 1                   | 57                  | 13                  |                     |                     |
| 1908                    | 130-pound-class     | 6                   | 0                   | 0                   | 92                  | 5                   |                     |                     |
| 1909                    | 140-pound-class     | 4                   | 1                   | 0                   | 68                  | 5                   |                     |                     |
| 1910                    |                     | 4                   | 0                   | 1                   | 51                  | 0                   |                     |                     |
| 1911                    |                     | 3                   | 1                   | 1                   | 86                  | 11                  |                     |                     |
| 1912                    |                     | 8                   | 2                   | 0                   | 293                 | 37                  |                     | Reuben Ursella      |
| 1913                    |                     | 8                   | 1                   | 0                   | 254                 | 39                  |                     | Ossie Solem         |
| 1914                    |                     | 6                   | 1                   | 0                   | 233                 | 14                  |                     | Ossie Solem         |
| 1915                    |                     | 6                   | 1                   | 0                   | 134                 | 7                   |                     | Ossie Solem         |
| 1916                    |                     | 8                   | 0                   | 1                   | 217                 | 3                   |                     | Russell Tollefson   |
| 1917                    |                     | 7                   | 0                   | 0                   | 239                 | 38                  |                     | Reuben Ursella      |
| 1918                    | kein Spielbetrieb   | kein Spielbetrieb   | kein Spielbetrieb   | kein Spielbetrieb   | kein Spielbetrieb   | kein Spielbetrieb   | kein Spielbetrieb   | kein Spielbetrieb   |
| 1919                    |                     | 5                   | 2                   | 1                   | 104                 | 67                  |                     | Jimmie Rush         |
| 1920                    |                     | 5                   | 2                   | 2                   | 60                  | 17                  |                     | Russell Tollefson   |
| 1921                    | APFA                | 1                   | 3                   | 0                   | 37                  | 41                  | 13. (von 21.)       | Reuben Ursella      |
| 1922                    | NFL                 | 1                   | 3                   | 0                   | 19                  | 40                  | 13. (von 18.)       | Russell Tollefson   |
| 1923                    | NFL                 | 2                   | 5                   | 2                   | 48                  | 81                  | 13. (von 20.)       | Harry Mehre         |
| 1924                    | NFL                 | 0                   | 6                   | 0                   | 14                  | 108                 | 16. (von 18.)       | Joe Brandy          |
| 1925                    | kein Spielbetrieb   | kein Spielbetrieb   | kein Spielbetrieb   | kein Spielbetrieb   | kein Spielbetrieb   | kein Spielbetrieb   | kein Spielbetrieb   | kein Spielbetrieb   |
| 1926                    | kein Spielbetrieb   | kein Spielbetrieb   | kein Spielbetrieb   | kein Spielbetrieb   | kein Spielbetrieb   | kein Spielbetrieb   | kein Spielbetrieb   | kein Spielbetrieb   |
| 1927                    |                     | 1                   | 1                   | 0                   | 13                  | 7                   |                     | Bert Baston         |
| 1928                    |                     | 0                   | 2                   | 0                   | 6                   | 31                  |                     | Herb Joesting       |
| Minneapolis Red Jackets |                     |                     |                     |                     |                     |                     |                     |                     |
| 1929                    | NFL                 | 1                   | 9                   | 0                   | 48                  | 185                 | 11. (von 12.)       | Herb Joesting       |
| 1930                    | NFL                 | 1                   | 7                   | 1                   | 27                  | 165                 | 10. (von 11.)       | George Gibson       |

## Namhafte Spieler
- Oran Pape (1904–1936); Halfback, Fullback, spielte 1930 für die Minneapolis Red Jackets
- George Gibson (1905–2004); Guard, war 1930 Spieler und Trainer bei den Minneapolis Red Jackets